# Tommy Stevens
Thomas Mason Stevens (Indianapolis, 15 dicembre 1996) è un giocatore di football americano statunitense che milita nel ruolo di quarterback per i Calgary Stampeders della Canadian Football League (CFL).

## Carriera

### New Orleans Saints
Stevens al college gioco a football a Penn State (2016-2018) e a Mississippi State (2019). Fu scelto nel corso del settimo giro (240º assoluto) del Draft NFL 2020 dai New Orleans Saints. Fu svincolato il 10 novembre 2020.

### Carolina Panthers
Il 16 novembre 2020, Stevens firmò con la squadra di allenamento dei Carolina Panthers. Il 2 gennaio 2021 fu promosso nel roster attivo. Debuttò nell'ultimo turno proprio contro i Saints non tentando alcun passaggio e correndo 4 volte per 24 yard.